# Lista di montagne

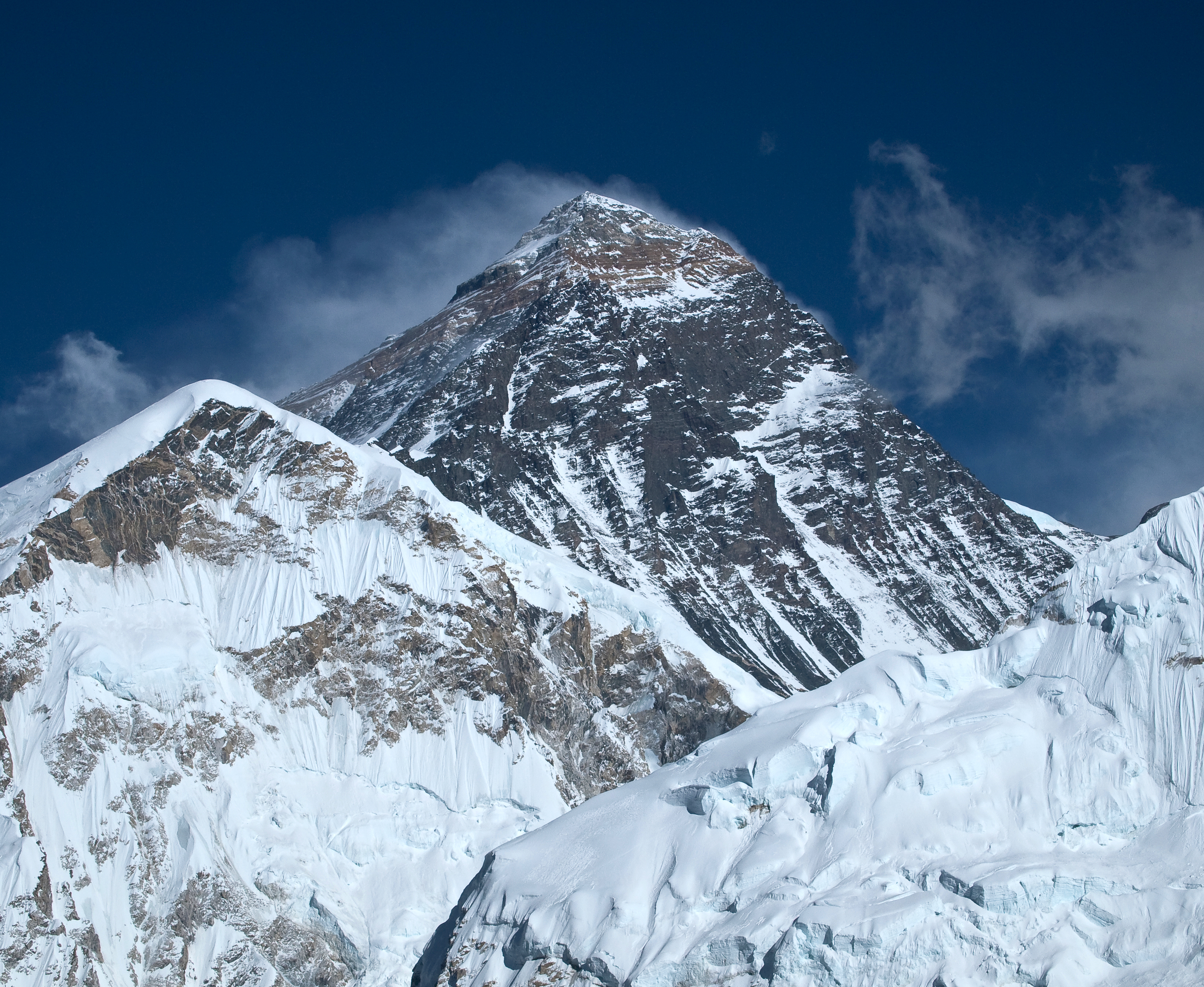
Everest, la montagna più alta della Terra

Montagne in ordine di altezza.

## Le sette vette

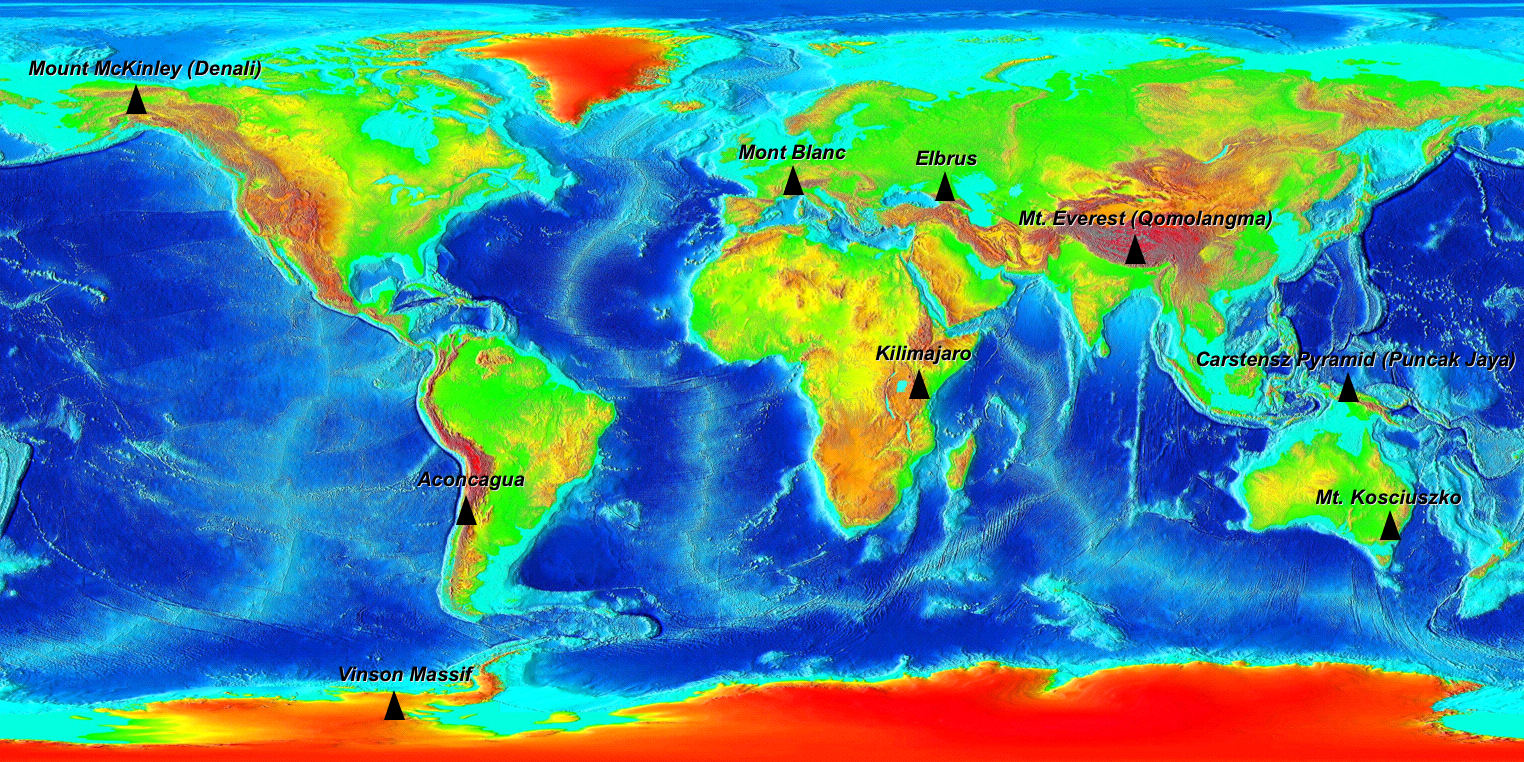
Le sette cime più alte per ogni continente.

Le più alte montagne di ogni continente (i cosiddetti Seven Summits):
In ordine di altezza:
- Everest, Asia (8.848,56 m)
- Aconcagua, America meridionale (6.962 m)
- Monte McKinley (Denali), America settentrionale (6.194 m)
- Kilimangiaro, Africa (5.895 m)
- Monte Vinson, Antartide (4.897 m)
- Puncak Jaya, Oceania (4.884 m) [o Monte Wilhelm, (4.509 m) o Monte Kosciuszko, Oceania continentale (2.228 m)]
- Monte Bianco, Europa (4.810 m) [o Monte Elbrus (5.642 m), a seconda del criterio geografico adottato]

## Ottomila

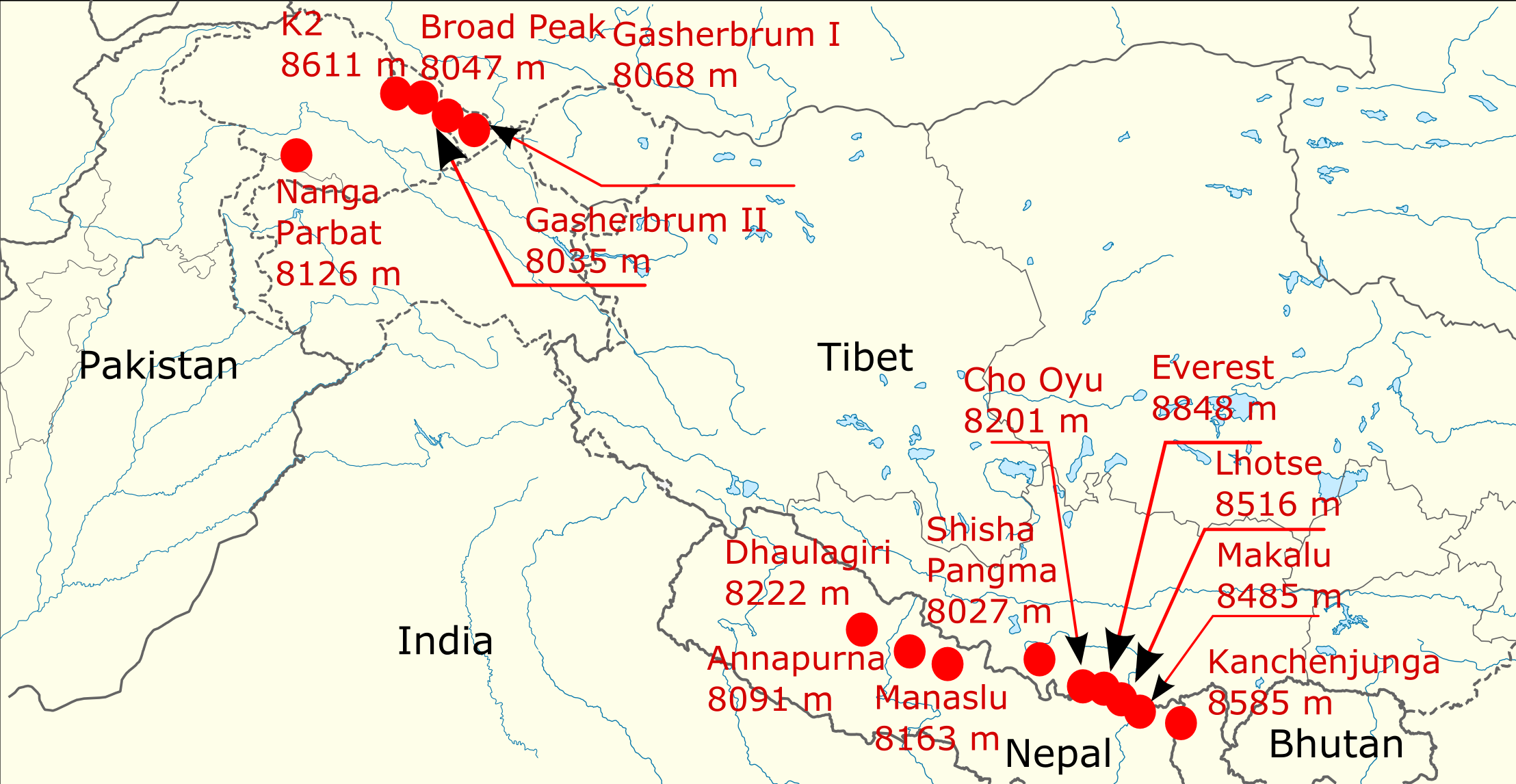
Gli 8000

Le montagne più alte si trovano tutte in Asia e precisamente in Asia centrale nelle catene dell'Himalaya e del Karakorum. 
I 14 "ottomila", 8.000 m o più:
- Everest (8848 m)
- K2 (8611 m)
- Kangchenjunga (8586 m)
- Lhotse (8516 m)
- Makalu (8463 m)
- Cho Oyu (8201 m)
- Dhaulagiri I (8167 m)
- Manaslu (8163 m)
- Nanga Parbat (8125 m)
- Annapurna I (8091 m)
- Gasherbrum I (o anche Hidden Peak) (8068 m)
- Broad Peak (8047 m)
- Gasherbrum II (8035 m)
- Shisha Pangma (8027 m)

## Settemila (da 7.200 a 7.999 m - lista incompleta)

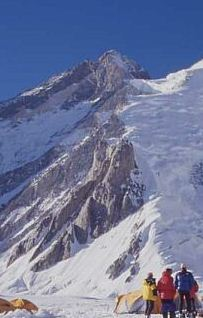
Gasherbrum III

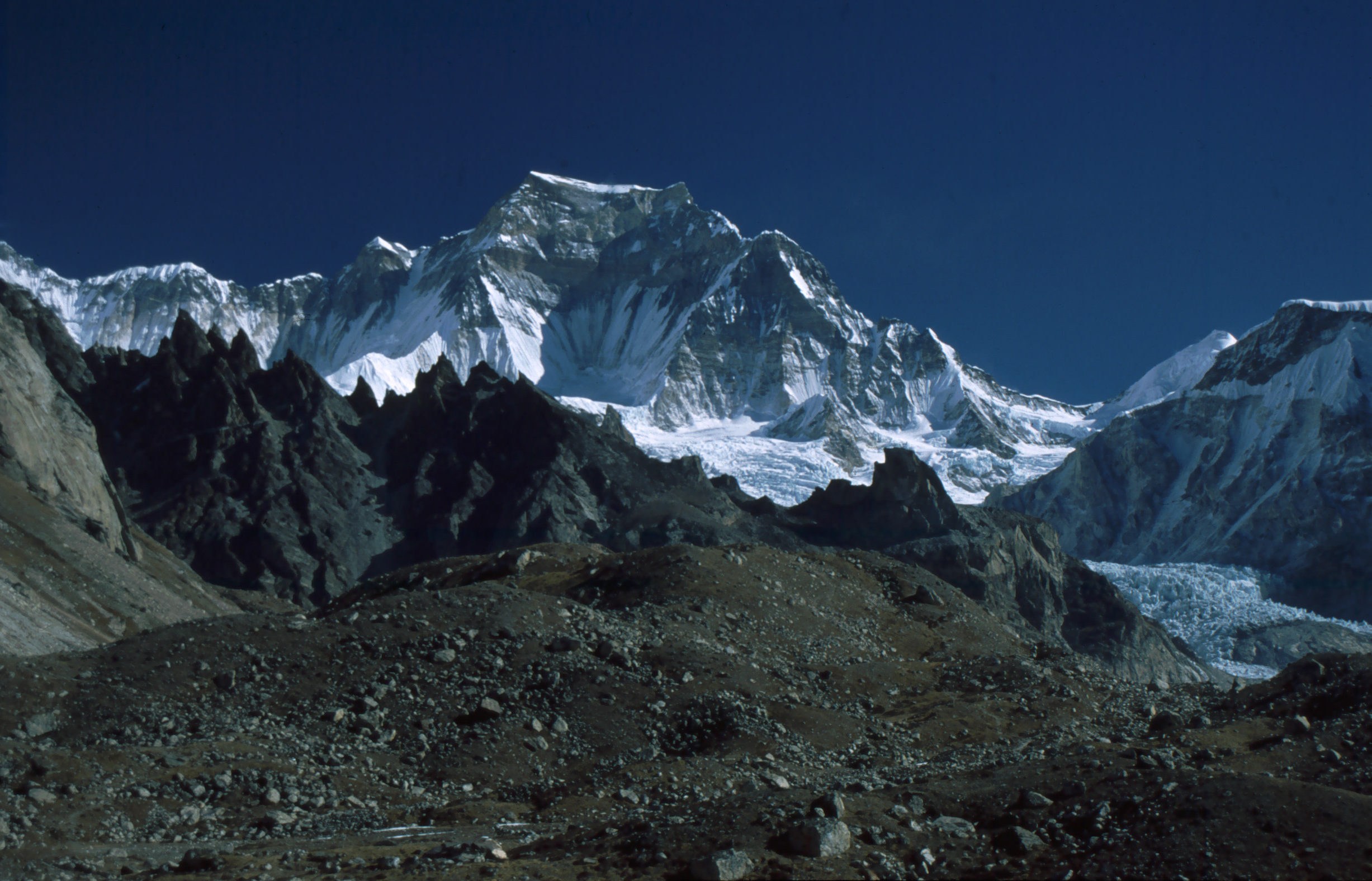
Gyachung Kang

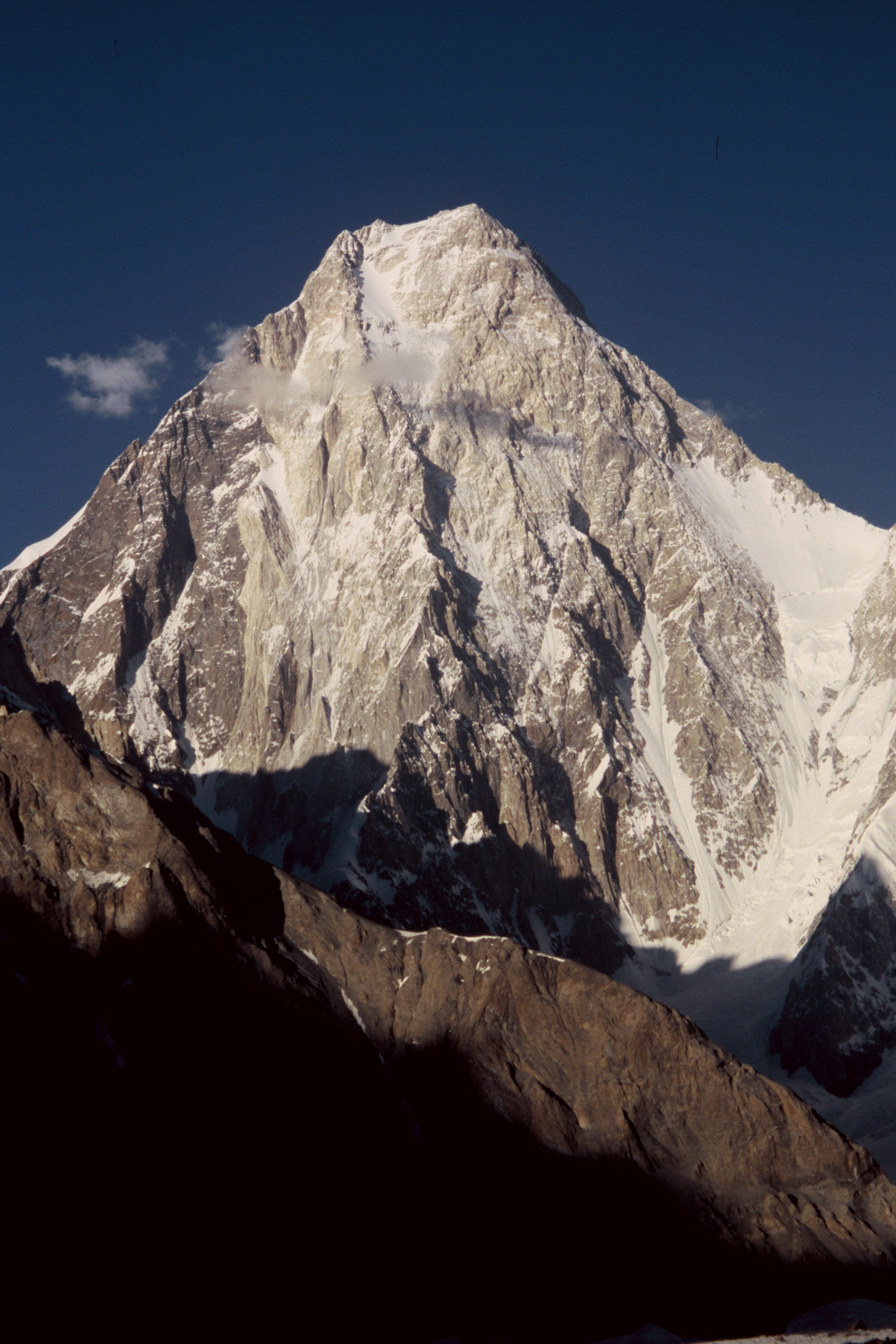
Gasherbrum IV

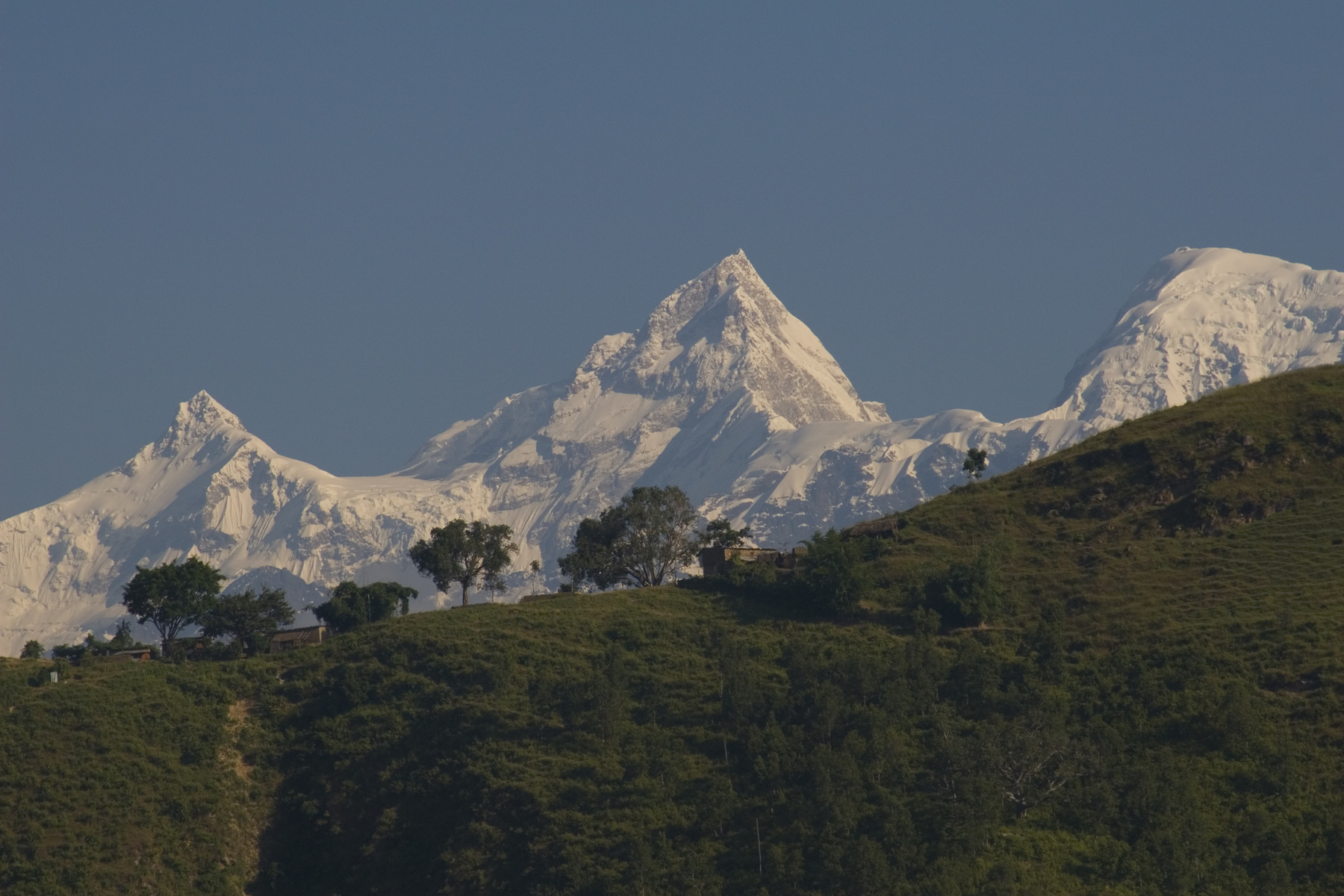
Himalchuli

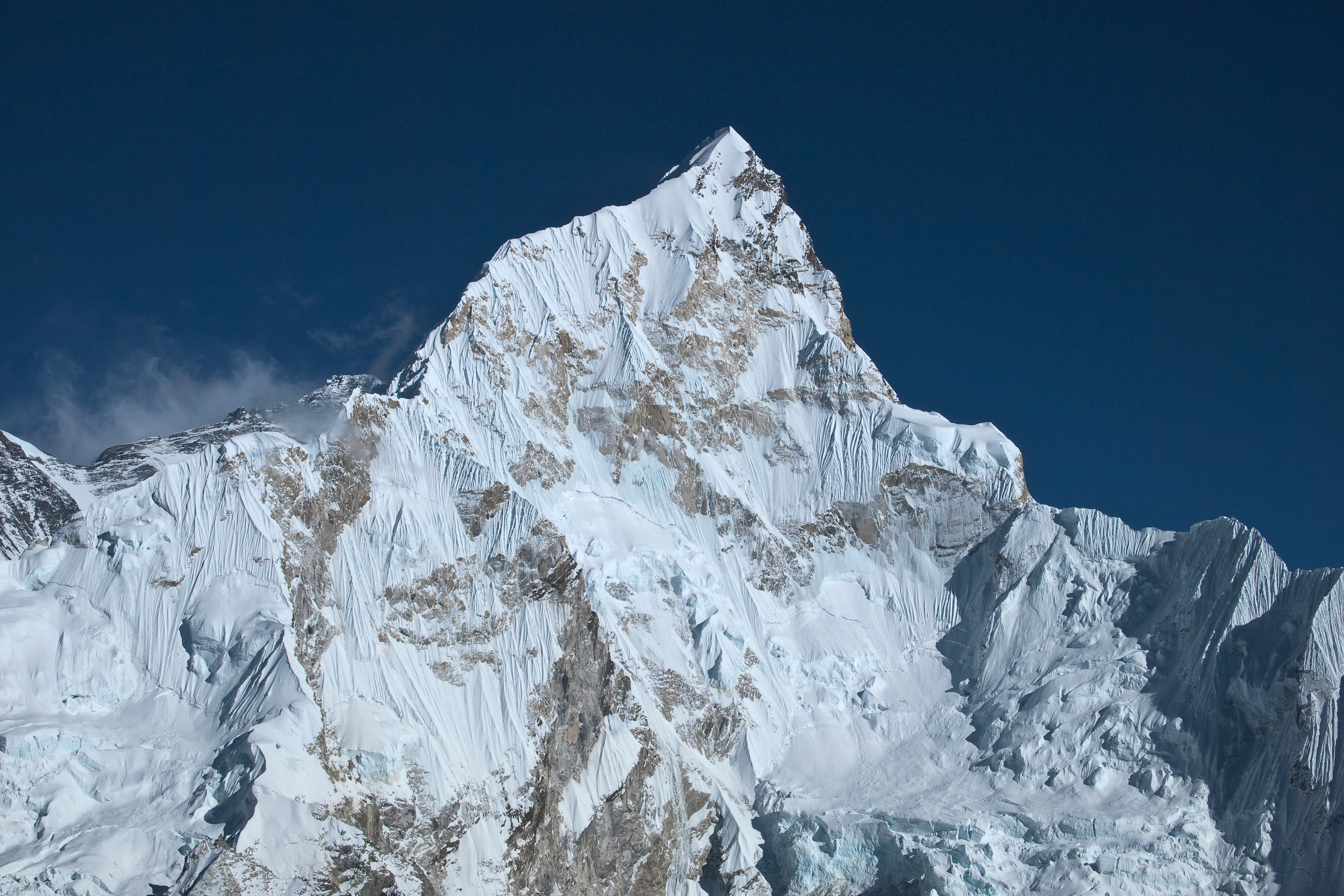
Nuptse

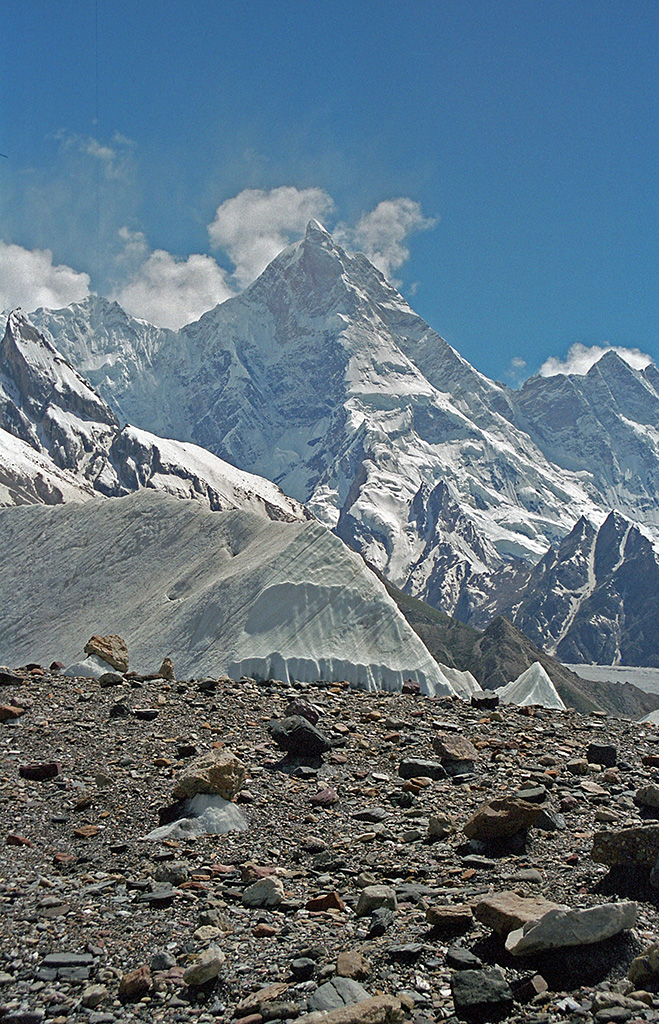
Masherbrum

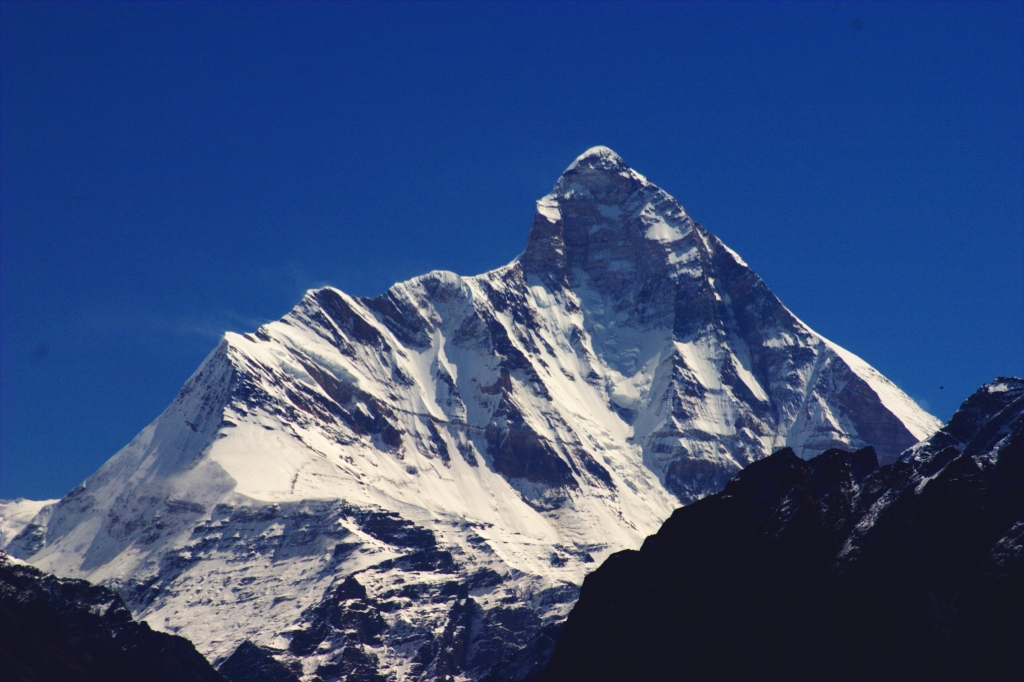
Nanda Devi

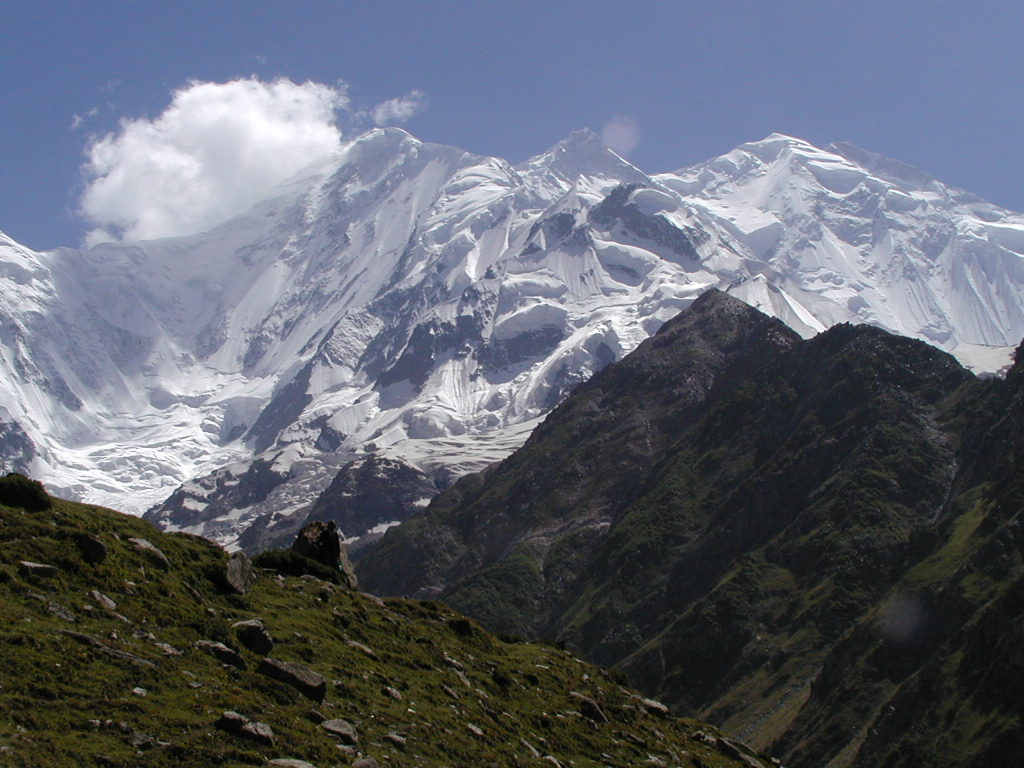
Rakaposhi

(tutte nel sistema Himalaya-Karakorum-Kunlun-Pamir-Hindu Kush-Tian Shan)
1. Gasherbrum III (7.952 m)

Gyachung Kang (7.952 m)
2. Annapurna (7.937 m)
3. Gasherbrum IV (7.925 m)
4. Himalchuli (7.893 m)
5. Disteghil Sar (7.885 m)
6. Nuptse (7.861 m)
7. Kunyang Chhish (7.852 m)
8. Masherbrum (7.821 m)
9. Nanda Devi (7.816 m)
10. Chomo Lonzo (7804 m)
11. Batura Mustagh I (7.795 m)
12. Rakaposhi (7.788 m)
13. Namcha Barwa (7.782 m)
14. Batura II (7762 m)
15. Kanjut Sar (7.760 m)
16. Kāmet (7.756 m)
17. Dhaulagiri II (7.751 m)
18. Saltoro Kangri (7.742 m)
19. Batura III (7729 m)
20. Jannu (7.710 m)
21. Tirich Mir (7.708 m)
22. Molamenqing (7703 m)
23. Gurla Mandhata (7.694 m)
24. Saser Kangri (7.672 m)
25. Chogolisa (7.665 m)
26. Kongur Tagh (7649 m)
27. Shispare (7.619 m)
28. Silberzacken (7597 m)
29. Trivor (7.577 m)
30. Gangkhar Puensum (7.570 m)
31. Gongga Shan (7.556 m)
32. Annapurna III (7.555 m)
33. Muztagata (7.546 m)
34. Skyank Kangri (7.544 m)
35. Changtse (7543 m)
36. Kula Kangri (7.538 m)
37. Marnostong (7.516 m)
38. Peak 29 (7.514 m)
39. Saser Kangri II (7.513 m)
40. Pik Ismail Samani (7.495 m)
41. Saser Kangri III (7.495 m)
42. Noshaq (7.492 m)
43. Pumar Kish (7.492 m)
44. Pasu Sar (7.476 m)
45. Yukshin Garden Sar (7.469 m)
46. Teram Kangri I (7.462 m)
47. Malubiting (7.458 m)
48. Gangapurna (7.455 m)
49. Jengish Chokusu (7.439 m)
50. Ganesh Himal (7.429 m)
51. K12 (7.428 m)
52. Sia Kangri (7.422 m)
53. Jongsong Peak (7.420 m)
54. Momhil Sar (7.414 m)
55. Kabru North (7.412 m)
56. Skilbrum (7.410 m)
57. Istor-o-Nal (7.403 m)
58. Ghent Kangri (7.401 m)
59. Haramosh (7.397 m)
60. Ultar Sar II (7.388 m)
61. Rimo I (7.385 m)
62. Churen Himal (7.385 m)
63. Teram Kangri III (7.382 m)
64. Sherpi Kangri (7.380 m)
65. Labuche Kang (7.367 m)
66. Kirat Chuli (7.365 m)
67. Nangpai Gosum (7.351 m)
68. Saraghrar (7.349 m)
69. Gasherbrum V (7.321 m)
70. Chamlang (7.319 m)
71. Chongtar (7.315 m)
72. Baltoro Kangri (7.312 m)
73. Siguang Ri (7.308 m)
74. The Crown (7.295 m)
75. Gyala Peri (7.294 m)
76. Porong Ri (7.292 m)
77. Baintha Brakk (7.285 m)
78. Yutmaru Sar (7.283 m)
79. Baltistan Pk (7.282 m)
80. Kangpenqing (7.281 m)
81. Muztagh Tower (7.273 m)
82. Mana (7.272 m)
83. Diran (7.266 m)
84. Putha Hiunchuli (7.246 m)
85. Apsarasas (7.245 m)
86. Mukut Parbat (7.242 m)
87. Rimo III (7.233 m)
88. Langtang Lirung (7.227 m)
89. Karjiang (7.221 m)
90. Annapurna Dakshin (7.219 m)
91. Khartaphu (7.213 m)
92. Tongshanjiabu (7.207 m)
93. Singhi Kangri (7.207 m)
94. Norin Kang (7.206 m)
95. Langtang Ri (7.205 m)
96. Kangphu Kang (7.204 m)
97. Lupghar Sar (7.200 m)

## Terra (per continente)

### Africa
- Kilimangiaro, Tanzania, vetta più alta dell'Africa (5.895 m)
- Monte Camerun (4040 m)
- Monte Elgon (4321 m)
- Monte Sinai (2285 m)  montagna dell'Egitto
- Monte Stanley (5109 m) Catena del Ruwenzori
- Montagna della Tavola (1086 m) Città del Capo, Sudafrica
- Monte Meru (4566 m) Tanzania
- Monte Kenya  (5199 m)
- Monte Toubkal  (4165 m)

### Antartide
- Monte Vinson, vetta più alta dell'Antartide (4.892 m)
- Monte Albert Markham (4.282 m)
- Monte Erebus (3.794 m)
- Monte Fridtjof Nansen
- Monte Jackson
- Monte Kirkpatrick
- Monte Markham (4.350 m)
- Monte Terror (3.230 m)
- Monte Tyree

### Asia
Escluse le vette più alte di 7200 metri.
- Ararat (5.137 m), Armenia, Turca, secondo il racconto biblico di Noè, il punto in cui si arenò l'Arca
- Belucha, vetta più alta delle montagne dell'Altaj, Russia (4.506 m)
- Damavand (5.610 m), Iran
- Doi Inthanon (2.565 m), vetta più alta della Thailandia
- Gauri Sankar (7.134 m)
- Monte Paektu, vetta più alta della Corea, sul confine tra Cina e Corea del Nord (2.744 m)
- Monte Apo, vetta più alta delle Filippine (2.954 m)
- Monte Kerinchi, (3.805 m) vetta più alta della Catena Barisan, Sumatra
- Monte Kinabalu, Sabah (Borneo), Malaysia (4.093 m)
- Monte Tambora (2.850 m), Indonesia
- Sri Pada, Sri Lanka (2.243 m)
- Picco Ibn Sina, Tagikistan/Kirghizistan (7.134 m)
- Nanda Devi
- Pumori, Himalaya (7.161 m)
- Monte Halla,  primo monte più alto della Corea del Sud (1.950 m)
- Jirisan, secondo monte più alto della Corea del Sud (1.915 m)

### Europa
- Adamello (3.555 m)
- Antelao, Alpi Orientali, Italia, Dolomiti (3 264 m)
- Alben Italia, Provincia di Bergamo (2 019 m)
- Becca Vannetta, Alpi Centrali, Alpi Pennine (3 361 m)
- Campanile di Val Montanaia, Alpi Orientali, Italia, Dolomiti friulane (2 173 m)
- Carè Alto, Alpi Retiche meridionali (3 462 m)
- Cervino, Alpi Centrali, Italia, Alpi Pennine (4 476 m)
- Cima dei Preti, Alpi Orientali, Italia, Dolomiti Friulane (2 703 m)
- Colombine
- Crestoso
- Cristallo, Alpi Orientali, Italia, Dolomiti (3 221 m)
- Dent Blanche (4 357 m)
- Dents du Midi
- Denti della Vecchia
- Diablerets
- Dosso Alto
- Duranno, Alpi Orientali, Italia, Dolomiti (2 652 m)
- Finsteraarhorn, vetta più alta dell'Oberland Bernese (4 274 m)
- Gran Paradiso (4 061 m)
- Gran Zebrù (3 857 m)
- Grand Combin (4 314 m)
- Grandes Jorasses (4 208 m)
- Grigna (2 409 m)
- Grignetta (2177 m)
- Großglockner, Austria (3 798 m)
- Gruppo del Catinaccio, Alpi Orientali, Italia, Dolomiti (3 030 m)
- Gruppo Puez-Odle, Alpi Orientali, Italia, Dolomiti (3 025 m)
- Gruppo del Sella, Alpi Orientali, Italia, Dolomiti (3 151 m)
- Jungfrau - Svizzera (4 158 m)
- Marmolada, Alpi Orientali, Italia, Dolomiti, di cui vetta più alta (3 342 m)
- Monte Bianco, Alpi Occidentali, Italia, Alpi Graie, vetta più alta d'Europa (4 810 m)
- Monte Breithorn (4 165 m)
- Monte Cevedale (3 769 m)
- Monte Guglielmo (1 957 m)
- Eiger, Svizzera (3 970 m)
- Monte Ortles (3 902 m)
- Monte Coppolo (2 069)
- Monte Paterno
- Monte Rosa, Alpi Centrali, Italia, Alpi Pennine (4 634 m)
- Monte Venturosa, Provincia di Bergamo (1 999 m)
- Monte Cancervo, Provincia di Bergamo (1 834 m)
- Monviso (3 841 m)
- Muffetto
- Pale di San Martino, Alpi Orientali, Italia, Dolomiti (3 192 m)
- Pilatus, vicino a Lucerna
- Pizzo Bernina (4 049 m)
- Pizzo Arera  (2 512)
- Pizzo Coca  (3 050 m)
- Pizzo del Diavolo di Tenda (2 916 m)
- Plose, vicino a Bressanone
- Cima Presanella (3 558 m)
- Piz Palü (3 905 m)
- Pizzo Rotondo (3 192m)
- Resegone, Lecco (1 875 m)
- Rigi, vicino a Lucerna
- Rocciamelone (3 538 m)
- Sassolungo, Alpi Orientali, Italia, Dolomiti (3 184 m)
- Sassopiatto, Alpi Orientali, Italia, Dolomiti (2 964 m)
- Sciliar, Alpi Orientali, Italia, Dolomiti (2 662 m)
- Titlis
- Tofane, Alpi Orientali, Italia, Dolomiti (3 244 m)
- Tre Cime di Lavaredo (2 999 m)
- Uja di Ciamarella (3676 m)
- Weisshorn (4 505 m)
- Wetterhorn (3 701 m)

#### Appennini

##### Appennino settentrionale (ligure e tosco-emiliano)
- Monte Sillara, Appennino tosco-emiliano (1.861 m)
- Alpe di Succiso, Appennino tosco-emiliano (2.017 m)
- Monte Cusna, Appennino emiliano (2.121 m)
- Monte Giovo, Appennino tosco-emiliano (1.991 m)
- Monte Pisanino, (Alpi Apuane), Appennino toscano (1.946 m)
- Monte Cimone, Appennino emiliano (2.165 m)
- Corno alle Scale, Appennino tosco-emiliano (1.945 m)
- Monte Falterona, Appennino tosco-emiliano (1.654 m)
- Monte Prado o Prato, appennino tosco-emiliano  (2.054 m)
- Monte Maggiorasca, Appennino ligure-emiliano (1.804 m)

##### Appennino centrale (umbro-marchigiano, abruzzese)
- Corno Grande, vetta più alta di tutti gli Appennini, nel massiccio del Gran Sasso (2.912 m)
- Corno Piccolo, nel massiccio del Gran Sasso (2.655 m)
- Monte Amaro, vetta più alta del massiccio della Maiella (2.793 m)
- Monte Velino, vetta più elevata della catena Velino-Sirente (2487 m)
- Monte Argentella, Monti Sibillini (2.200 m)
- Monte Bove Sud, Monti Sibillini (2.169 m)
- Monte Bove Nord, Monti Sibillini (2.112 m)
- Monte Castel Manardo, Monti Sibillini (1.917 m)
- Monte Porche, Monti Sibillini (2.233 m)
- Monte Priora, Monti Sibillini (2.332 m)
- Monte Rotondo, Monti Sibillini (2.102 m)
- Monte Sibilla, Monti Sibillini (2.173 m)
- Monte Vettore, maggiore vetta dei Monti Sibillini e delle Marche (2.476 m)
- Cima del Redentore, Monti Sibillini (2.448 m)
- Cima Vallelunga, Monti Sibillini (2.221 m)
- Palazzo Borghese, Monti Sibillini (2.145 m)
- Pizzo Berro, Monti Sibillini (2.259 m)
- Pizzo Tre Vescovi, Monti Sibillini (2.092 m)
- Pizzo Intermesoli, Massiccio del Gran Sasso (2635 m)
- Monte Meta, Mainarde (2.242 m)
- Monte Gorzano, Monti della Laga (2.458 m)
- Cima Lepri, Monti della Laga (2.445 m)
- Pizzo di Sevo, Monti della Laga (2.419 m)
- Pizzo Moscio, Monti della Laga (2.411 m)
- Cima della Laghetta, Monti della Laga (2.369 m)
- Monte di Mezzo, Monti della Laga (2.187 m)
- Macera della Morte, Monti della Laga (2.073 m)
- Monte Terminillo, Monti Reatini (2.217 m)
- Monte Autore, Monti Simbruini (1.855 m)
- Monte Catria (1.702 m) Appennino umbro-marchigiano
- Monte Acuto (1.668 m) Massiccio Monte Catria
- Cima della Cioccola (1.581 m), massiccio del Gran Sasso, nel comune di Civitella Casanova.
- Monte Cucco (1.566 m) Appennino umbro-marchigiano
- Monte Marsicano (2.224 m) (Appennino abruzzese)
- Monte Viglio, Monti Cantari (2156 m)

##### Appennino meridionale (sannita, campano, lucano e calabrese)
- Monte Cerreto (Monti Lattari), Antiappennino campano
- Monte Pertuso (Monti Lattari), Antiappennino campano
- Monte Miletto (Monti del Matese), Appennino sannita (2.050 m)
- La Gallinola (Monti del Matese), Appennino sannita (1.923 m)
- Monte Mutria (Monti del Matese), Appennino sannita (1.823 m)
- Monte Cervialto (Monti Picentini), Appennino campano (1.809 m)
- Monte Polveracchio (Monti Picentini), Appennino campano (1.790 m)
- Monte Terminio (Monti Picentini), Appennino campano (1.786 m)
- Monte Raiamagra (Monti Picentini), Appennino campano (1.667 m)
- Pizzo San Michele (Monti Picentini), Appennino campano (1.567 m)
- Monte Capo la Serra (Monti della Maddalena), Appennino lucano (1141 m)
- Monte Panormo (Monti Alburni), Appennino lucano (1.742 m)
- Monte Pierfaone (Monti della Maddalena), Appennino lucano (1.744 m)
- Serra di Calvello (Monti della Maddalena), Appennino lucano (1.699 m)
- Monte Volturino (Monti della Maddalena), Appennino lucano (1.836 m)
- Sacro Monte di Viggiano (Monti della Maddalena), Appennino lucano (1.725 m)
- Monte Motola, Appennino lucano (1.700 m)
- Monte Cervati, Appennino lucano (1.899 m)
- Monte Faiatella, Appennino lucano (1.710 m)
- Monte Raparo, Appennino lucano (1.761 m)
- Pizzo Falcone (Monte Alpi), Appennino lucano (1.900 m)
- Monte S. Croce (Monte Alpi), Appennino lucano (1.893 m)
- Monte del Papa (Massiccio del Sirino), Appennino lucano (2.005 m)
- Cima De Lorenzo (Massiccio del Sirino), Appennino lucano (2.004 m)
- Monte Sirino (Massiccio del Sirino), Appennino lucano (1.907 m)
- Monte la Spina, Appennino lucano (1.652 m)
- Serra di Crispo (Massiccio del Pollino), Appennino lucano (2.054 m)
- Serra delle Ciavole (Massiccio del Pollino), Appennino lucano (2.130 m)
- Monte Grattaculo (Massiccio del Pollino), Appennino lucano (1.891 m)
- Coppola di Paola (Massiccio del Pollino), Appennino lucano (1.919 m)
- Serra del Prete (Massiccio del Pollino), Appennino lucano (2.181 m)
- Monte Pollino (Massiccio del Pollino), Appennino lucano (2.248 m)
- Serra Dolcedorme (Massiccio del Pollino), Appennino lucano (2.267 m)
- Monte Manfriana (Massiccio del Pollino), Appennino lucano (1.981 m)
- Monte Sparviere (Massiccio del Pollino), Appennino lucano (1.713 m)
- Monte Caramolo (Monti d'Orsomarso), Appennino lucano (1.827 m)
- Cozzo del Pellegrino (Monti d'Orsomarso), Appennino lucano (1.987 m)
- La Mula (Monti d'Orsomarso), Appennino lucano (1.935 m)
- Montea (Monti d'Orsomarso), Appennino lucano (1.785 m)
- Monte Volpintesta (Altopiano della Sila), Appennino calabro (1.729 m)
- Monte Botte Donato (Altopiano della Sila), Appennino calabro (1.928 m)
- Montenero (Altopiano della Sila), Appennino calabro (1.881 m)
- Monte Gariglione (Altopiano della Sila), Appennino calabro (1.765 m)
- Montalto (Aspromonte), Appennino calabro (1.955 m)

#### Balcani e Cipro
- Hymettus, ad est di Atene, Grecia
- Monte Ainos, Grecia
- Monte Aegaleus, Grecia
- Monte Korab, vetta più alta dell'Albania e della Macedonia del Nord
- Monte Olimpo, leggendaria casa degli Dei Greci, vetta più alta della Grecia (2.917 m)
- Monte Parnasso, Grecia
- Panachaicus, montagna più settentrionale del Peloponneso, a est di Patrasso, Grecia
- Vergina, Grecia
- Mussala, monte più alto della penisola Balcanica, Bulgaria (2.925 m)
- Monte Moldoveanu, monte più alto della Romania (2.544 m)

Vedi anche: Elenco di montagne in Grecia.

#### Caucaso
Solo secondo alcuni criteri il Caucaso è compreso all'interno dei confini europei, altrimenti è considerato appartenente all'Asia.
- Monte Elbrus, vetta più alta del Caucaso
- Monte Kazbek, Caucaso

#### Gran Bretagna
- Ben Lawers, Scozia
- Ben Nevis, monte più alto della Gran Bretagna
- Kinder Scout, Inghilterra
- Mam Tor, Inghilterra
- Snowdon, vetta più alta del Galles
- Scafell Pike, monte più alto dell'Inghilterra

#### Pirenei
- Picco d'Aneto (3404 m), Spagna
- Monte Posets (3375 m), Spagna
- Pic Long (3192 m), la cima pirenaica più alta interamente in territorio francese

#### Scandinavia
- Galdhøpiggen, vetta più alta della Norvegia
- Haltitunturi, vetta più alta della Finlandia
- Kebnekaise, vetta più alta della Svezia

### Nord America
- Bridge Mountain, Red Rock Canyon, Nevada
- Cofre de Perote, Messico (4.282 m)
- Glacier Peak, Catena delle Cascate, Washington (3.213 m)
- Grand Teton, Wyoming (4.199 m)
- Horsetooth Mountain, Colorado
- Iztaccíhuatl, Messico (5.286 m)
- Longs Peak, Parco nazionale delle Montagne Rocciose (4.345 m)
- Malinche, Messico (4.460 m)
- Maroon Bells, Colorado
- Mauna Loa, Hawaii, Oceania (4.169 m)
- Monte Adams, Catena delle Cascate, Washington (3.742 m)
- Monte Assiniboine, Montagne rocciose canadesi (3.618 m)
- Monte Baker, Catena delle Cascate, Washington (3.286 m)
- Monte Columbia, Montagne rocciose canadesi (3.747 m)
- Monte Diablo, California
- Monte Edith Cavell, Montagne rocciose canadesi (3.363 m)
- Monte Foraker, Alaska (5.304 m)
- Monte Greylock, Massachusetts
- Monte Hood, Catena delle Cascate, Oregon (3.429 m)
- Monte Jackson, Oregon
- Monte Jefferson, Oregon (3.199 m)
- Monte Katahdin, all'estremità nord degli Appalachi
- Monte Lassen, Catena delle Cascate, California
- Monte Logan, vetta più alta del Canada (5.959 m)
- Monte McKinley, vetta più alta del Nord America (6.194 m)
- Monte Mitchell, vetta più alta degli Appalachi (2.038 m)
- Monte Monadnock, New Hampshire (965 m)
- Monte Olimpo, Washington
- Monte Rainier, Washington (4.392 m)
- Monte Robson, Montagne rocciose canadesi (3.954 m)
- Monte Saint Elias, Tra Yukon e Alaska (5.489 m)
- Monte Shasta, California (4.322 m)
- Monte Shuksan, Catena delle Cascate
- Monte Stuart, Catena delle Cascate, Washington
- Monte Timpanogos, Cantena Wasatch, Utah
- Monte Waddington, Columbia Britannica, Canada (4.019 m)
- Monte Washington, vetta più alta degli Stati Uniti nord-occidentali (1.917 m)
- Monte Whitney, vetta più alta della Sierra Nevada (4.421 m)
- Nevado de Colima, Messico (4.340 m)
- Nevado de Toluca, Messico (4.680 m)
- Parícutin, Messico
- Pico de Orizaba, o Citlaltepetl vetta più alta del Messico (5.610 m)
- Pikes Peak, Colorado
- Popocatépetl, Messico (5.452 m)
- Tacaná, Messico (4.092 m)
- Three Sisters, Oregon
- Torre del Diavolo, Wyoming (1.588 m)
- Wheeler Peak, vetta più alta del Nevada

### Oceania
- Puncak Jaya, Carstensz Pyramid, Papua Nuova Guinea (4.884 m)
- Monte Cook, vetta più alta della Nuova Zelanda (3.753 m)
- Monte Kosciuszko, vetta più alta dell'Australia (2.228 m)
- Monte Ruapehu, Nuova Zelanda (2.797 m)
- Monte Taranaki, Nuova Zelanda, conosciuto anche come Monte Egmont (2.518 m)
- Monte Wellington, Tasmania (1.271 m)

### Sud America
- Aconcagua, Argentina-Cile, vetta più alta del continente americano
- Alpamayo, Perù
- Cerro Torre, Patagonia
- Chimborazo, Ecuador
- Chopicalqui, Perù
- Cotopaxi, Ecuador
- Huascarán, vetta più alta del Perù
- Illimani, Bolivia (6.492 m)
- Monte Roraima, Guyana
- Monte Pan di Zucchero, Rio de Janeiro
- Pico Cristóbal Colón, Colombia
- Nevado Pisco, Perù
- Sajama, vetta più alta della Bolivia (m 6.542)

## Vulcani
- Antofalla, Argentina (6.440 m)
- Bromo, Indonesia (2.392 m)
- Cerro Bonete, Argentina (6.759 m)
- Chimborazo, Ecuador (6310 m), la vetta più distante dal centro della Terra
- Cotopaxi, Ecuador (5.967 m)
- Cerro El Cóndor, Argentina (6.532 m)
- Etna, vulcano in Sicilia, Italia (3.357 m) vulcano più alto e più attivo d'Europa
- Fuji,  vulcano in Giappone (3.776 m)
- Guallatiri, Cile (6.071 m)
- Hekla, vulcano in Islanda (1.491 m)
- Incahuasi, Argentina e Cile (6.610 m)
- Kilimangiaro, Tanzania, vulcano più alto dell'Africa (5.895 m)
- Klyuchevskaya Sopka, vulcano in Russia (4.750 m)
- Llullaillaco, Cile (6.739 m)
- Mauna Kea, vulcano alle Hawaii, (4.205 m), la vetta più alta del mondo se la si misura dalla sua base sotto l'oceano
- Monte Amiata, vulcano inattivo fra le province di Siena e Grosseto, Toscana, Italia (1.738 m)
- Monte Halla, vulcano e vetta più alta della Corea del Sud (1.950 m)
- Monte Meru, Tanzania (4.566 m)
- Monte Pissis, Argentina (6.792 m)
- Monte Sant'Elena, vulcano negli Stati Uniti (2.550 m)
- Nacimientos o Walter Penck, Argentina (6.669 m)
- Ojos del Salado, Cile e Argentina. Il vulcano più alto del mondo (6.893 m)
- Sabancaya, Perù (5.967 m)
- Sajama, Bolivia (6.542 m)
- San Pedro, Cile (6.039 m)
- Soufrière, Isola di Montserrat, Caraibi (914 m)
- Teide, Isole Canarie, Tenerife, Spagna (3.718 m)
- Tres Cruces, Argentina e Cile (6.749 m)
- Vesuvio, vulcano sopra Napoli, Italia (1.281 m) inattivo dal 1944
- Vulcano Newberry, Oregon (2.435 m)